# Водопады Ливингстона
Водопа́ды Ли́вингстона (фр. Chutes de Livingstone) — группа водопадов, порогов и стремнин в нижнем течении реки Конго в западной экваториальной Африке, на границе Демократической Республики Конго и Республики Конго. Названные по имени шотландского исследователя Африки Д. Ливингстона, водопады представляют собой порожистый участок реки, протяжённостью 350 км с общим падением 270 м. Средний расход воды на этом участке составляет около 42 000 м³/сек, по этому параметру уступая только Амазонке.

## История
Несмотря на то, что Д. Ливингстон исследовал верховья Конго и никогда не посещал этот участок реки, водопады были названы в его честь Г. М. Стэнли. Так как водопады являются барьером между доступными для навигации участками реки Конго, была построена железная дорога Матади-Киншаса, которая делает возможной транспортировку грузов к Атлантическому побережью в обход водопада.

## Описание
Водопады состоят из серии порогов с общим падением 270 м на участке Конго протяжённостью 350 км, который заканчивается в портовом городе Матади провинции Нижнее Конго (Демократическая Республика Конго). Всего на этом участке река образует 32 водопада и порога. Отдельные водопады имеют собственные названия: водопадом Инга называют стремнины в нижней части водопадов Ливингстона; водопад Конго — часть водопада Инга с общим падением реки ~96 м. Выше по течению располагается разлив реки Конго под названием озеро Мале́бо.
Река Конго является второй рекой в мире по водности, уступая по этому параметру только Амазонке, причём последняя является равнинной рекой в своём нижнем течении. Таким образом, если принять эту систему порогов за водопад, водопады Ливингстона являются крупнейшими в мире водопадами по расходу воды в секунду.
Отличительной чертой этого 350 км участка реки является ширина канала, по которому проходит весь поток воды. Русло очень узкое, в некоторых местах не более 300 м и в основном своём протяжении — не более 800 м. Если учесть, что поток воды обычно превосходит 42 000 м³/сек, это необычайно узкий канал. Глубины на этом участке составляют 230 м и более — таким образом Конго является наиболее глубокой рекой в мире.

## Гидроэлектрическое использование
В целом, потенциал, заключённый в водопадах Ливингстона, соответствует более чем ~113.4 ГВт или ~994 ТВт·ч электроэнергии в год. Для сравнения, в 2007 году выработка всеми станциями единой энергосистемы России составила 997,3 ТВт·ч.
Изначальные проекты и исследования относятся к 1937 году и проводились ещё бельгийскими колониальными властями. На протяжении десятилетий реализуется сооружение каскада гидроэлектростанций «Инга». Первая ГЭС «Инга-1» мощностью 351 МВт была возведена в 1972 году с использованием боковой протоки реки Конго, проходящего через брошенную долину Нкоколо, в 1982 году была запущена «Инга-2» мощностью 1424 МВт. На 2009 год эти гидроэлектростанции значительно изношены и используются не более чем на 20 % своего потенциала. В 2021 году СМИ сообщали о планах реабилитировать турбину № 5 на восьмитурбинной электростанции «Инга-2». Это должно обеспечить мощность в 162 мегаватта, которая будет потребляться медным рудником Камоа-Какула в провинции Луалаба на юге ДРК. Работы будут включать восстановление высоковольтной линии электропередачи Инга-Колвези.
В стадии проектирования и подготовки строительства находится ГЭС «Инга-3» мощностью 4800 МВт, сооружение которой планировалось начать в 2016 году, однако в 2020 году основной инвестор (испанская ACS Group) вышел из проекта.

### Проект «Гранд-Инга»
Основные планы по дальнейшему развитию каскада «Инга» относятся к проекту последней в каскаде ГЭС «Гранд-Инга», расположенной в 6,5 км от ГЭС «Инга-3». С учётом среднего расхода воды 42 000 м³/сек этот участок имеет потенциал 39 ГВт электроэнергии. В случае завершения гидропроекта «Гранд-Инга» будет крупнейшей ГЭС в мире по установленной мощности и по выработке электричества в год. По текущему проекту планируется использовать один из порожистых рукавов реки на этом участке. Рассматривается вариант квазипроточной ГЭС, для которой будет создано небольшое водохранилище на одном из рукавов реки. Например, напорный уровень 102 м возможен в районе острова Сикила.
В случае реализации, ГЭС «Гранд-Инга» установленной мощностью 39 ГВт будет иметь 52 гидротурбины по 750 МВт каждая, плотину высотой 150 м и будет использовать часть потока 26 400 м³/сек. Таким образоми, «Гранд-Инга» может почти вдвое превзойти ГЭС «Три ущелья» в Китае.
На 2009 год проект «Гранд-Инга» находился в стадии предпроектного планирования. Для сооружения ГЭС будет создан международный консорциум, действующий под эгидой Всемирного Энергетического Совета. Стоимость сооружения составит около 80 млрд долл. США. По первоначальным планам предполагалось, что строительство начнётся в 2014 году и может быть завершено около 2025 года. Однако теперь в качестве первого этапа реализации рассматривается упомянутая выше ГЭС «Инга-3», судьба же всего проекта целиком продолжает оставаться неопределённой.

## Водопад Ливингстона в литературе
Один из водопадов, входящих в каскад, описан в романе Жюля Верна «Пятнадцатилетний капитан».